# Nikolaj Tichonov (politicus)

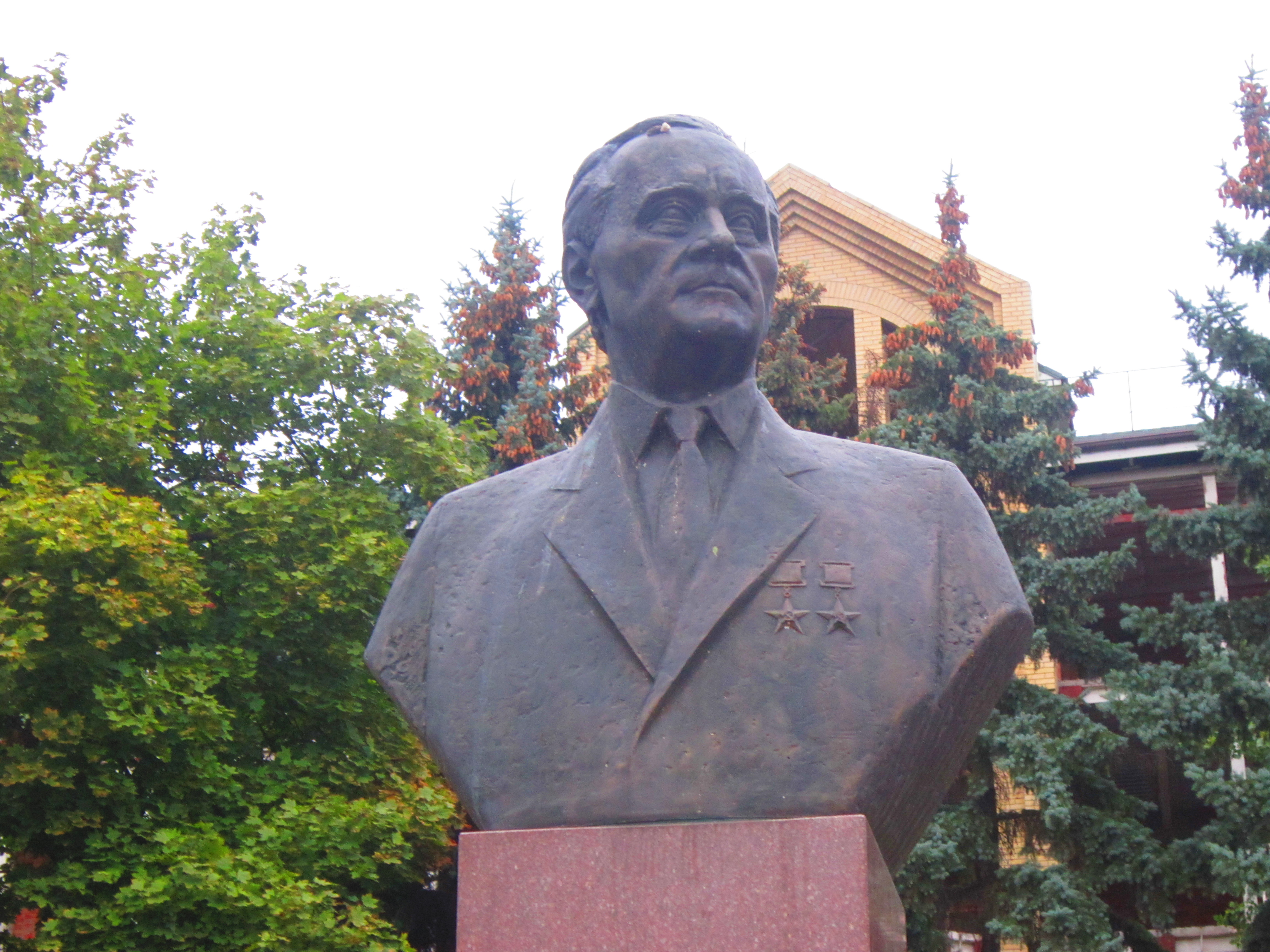
buste van Tichonov in Charkov, ontmanteld op 6 januari 2023

Nikolaj Aleksandrovitsj Tichonov (Russisch: Николай Александрович Тихонов) (Charkov, 14 mei 1905 – Moskou, 1 juni 1997) was een Sovjet-staatsman.

## Biografie
Hij werd geboren in 1905 in de stad Charkov in een Russisch-Oekraïense arbeidersfamilie. Hij was van 1980 tot 1985 voorzitter van de ministerraad en van 1976 tot 1980 vicevoorzitter. Tichonov was verantwoordelijk voor de culturele en economische administratie van de Sovjet-Unie tijdens de periode van stagnatie. In 1985 werd hij als voorzitter van de ministerraad vervangen door Nikolai Ryzjkov. In datzelfde jaar verloor hij zijn zetel in het Politbureau, maar hij behield zijn zetel in het Centraal Comité tot 1989. Zijn vrouw overleed in 1980 op 74-jarige leeftijd.

## Onderscheidingen
- Held van de Socialistische Arbeid (13 mei 1975, 12 oktober 1982)
- Leninorde (26 mei 1939, 31 mei 1945, 4 september 1948, 5 november 1954, 19 juli 1958, 26 november 1971, 13 mei 1975, 12 oktober 1982, 13 mei 1985)
- Orde van de Oktoberrevolutie (13 mei 1980)
- Orde van de Vaderlandse Oorlog 1e Klasse (23 april 1985)
- Orde van de Rode Vlag van de Arbeid (24 januari 1950; 13 mei 1965)
- Orde van de Rode Ster (10 april 1943)
- Orde van Suha Bator
- Karl Marx-orde[bron?]
- Stalinprijs (1943)

- Bibsys: 90265648
- CiNii: DA00617306
- Gemeinsame Normdatei: 124988563
- International Standard Name Identifier: 0000 0000 8396 2344
- Library of Congress Control Number: n81083911
- Nationale Bibliotheek van Letland: 000224178
- Bibliotheek van het Japanse parlement: 00458774
- Nationale Bibliotheek van Israël: 987007451392105171
- Nationale Bibliotheek van Polen: a0000002612760
- Nederlandse Thesaurus van Auteursnamen: 070213437
- Istituto Centrale per il Catalogo Unico: RAVV034620
- SNAC: w65k1d3x
- Système universitaire de documentation: 172446481
- Virtual International Authority File: 165312951
- WorldCat: E39PBJgt7dDmygJt8YDcqRB9Dq